# Tupi (Piracicaba)
Tupi é um distrito do município brasileiro de Piracicaba, sede da Região Metropolitana de Piracicaba, no interior do estado de São Paulo. Segundo o censo demográfico de 2022, realizado pelo Instituto Brasileiro de Geografia e Estatística (IBGE), sua população era de 4 076 habitantes e havia 1 347 domicílios particulares permanentes ocupados. Foi criado pela lei nº 2.783 de 23 de dezembro de 1936.

## História

### Origem
O povoado que deu origem ao distrito se desenvolveu ao redor da estação ferroviária Tupi, inaugurada pela Companhia Paulista de Estradas de Ferro em 29 de julho de 1922.

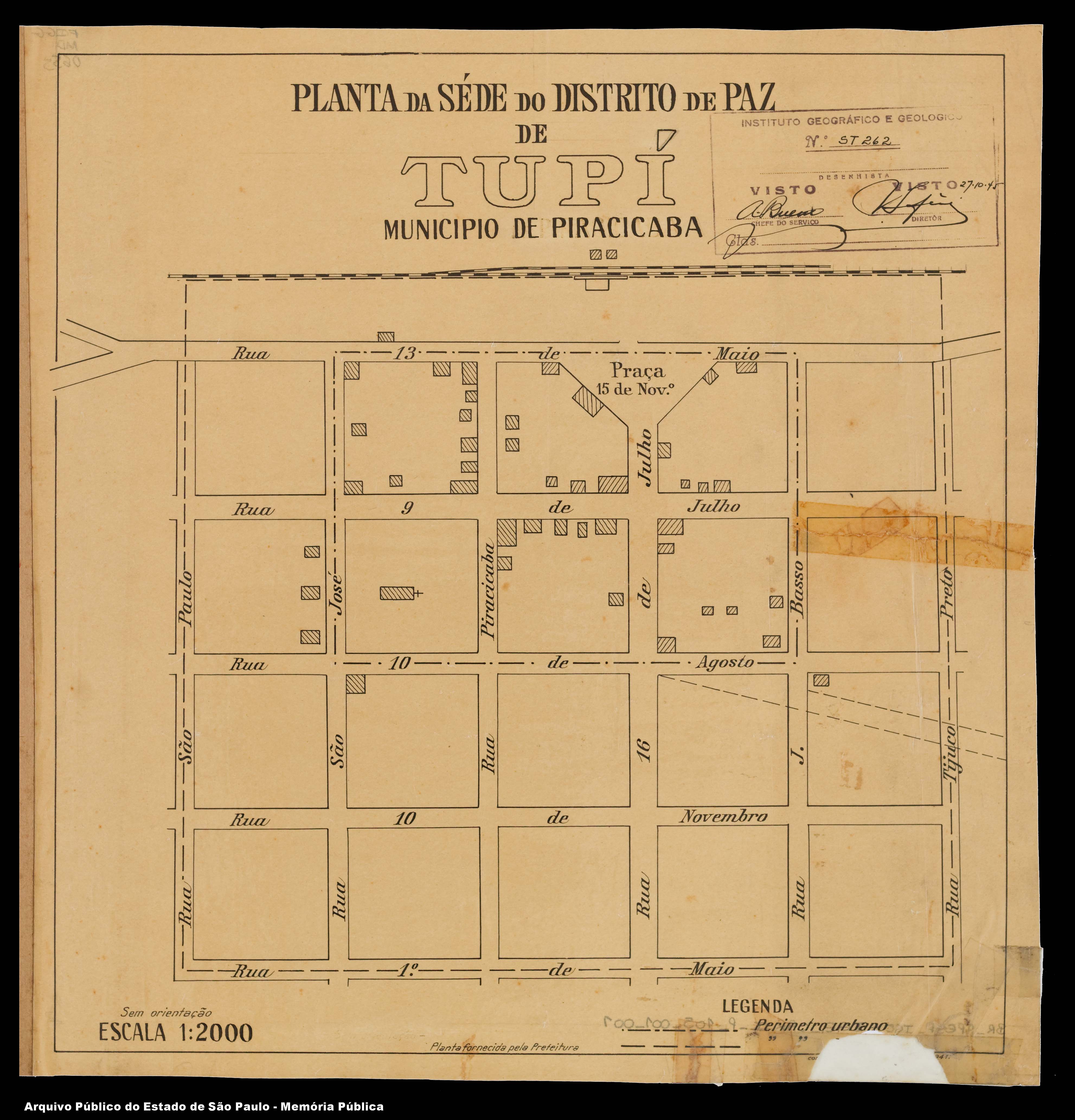
Planta da área urbana original.

### Formação administrativa
- Distrito Policial de Tupi, criado em 2 de junho de 1925 no município de Piracicaba[5].
- Distrito criado pela Lei nº 2.783 de 23 de dezembro de 1936[6][7][8][3].

## Geografia

### Demografia

#### População urbana
| Crescimento população urbana | Crescimento população urbana | Crescimento população urbana | Crescimento população urbana |
| Censo                        | Pop.                         |                              | %±                           |
| ---------------------------- | ---------------------------- | ---------------------------- | ---------------------------- |
| 1940                         | 223                          |                              | —                            |
| 1950                         | 263                          |                              | 17,9%                        |
| 1960                         | 305                          |                              | 16,0%                        |
| 1970                         | 381                          |                              | 24,9%                        |
| 1980                         | 852                          |                              | 123,6%                       |
| 1991                         | 1 504                        |                              | 76,5%                        |
| 2000                         | 2 475                        |                              | 64,6%                        |
| 2010                         | 3 535                        |                              | 42,8%                        |
| Fonte: IBGE e Fundação SEADE |                              |                              |                              |

#### População total
Pelo Censo 2010 (IBGE) a população total do distrito era de 4 271 habitantes, sendo 2 205 homens e 2 066 mulheres, possuindo um total de 1 440 domicílios particulares.

### Área territorial
A área territorial do distrito é de 57,526 km².

### Rodovias
Os principais acessos ao distrito de Tupi são a Rodovia Luís de Queiroz (SP-304) e a Rodovia Margarida da Graça Martins (SP-135).

### Ferrovias
Ramal de Piracicaba (Companhia Paulista de Estradas de Ferro), estando a ferrovia atualmente desativada, sob concessão da Rumo Malha Paulista.

### Hidrografia
- Rio Piracicaba

## Serviços públicos

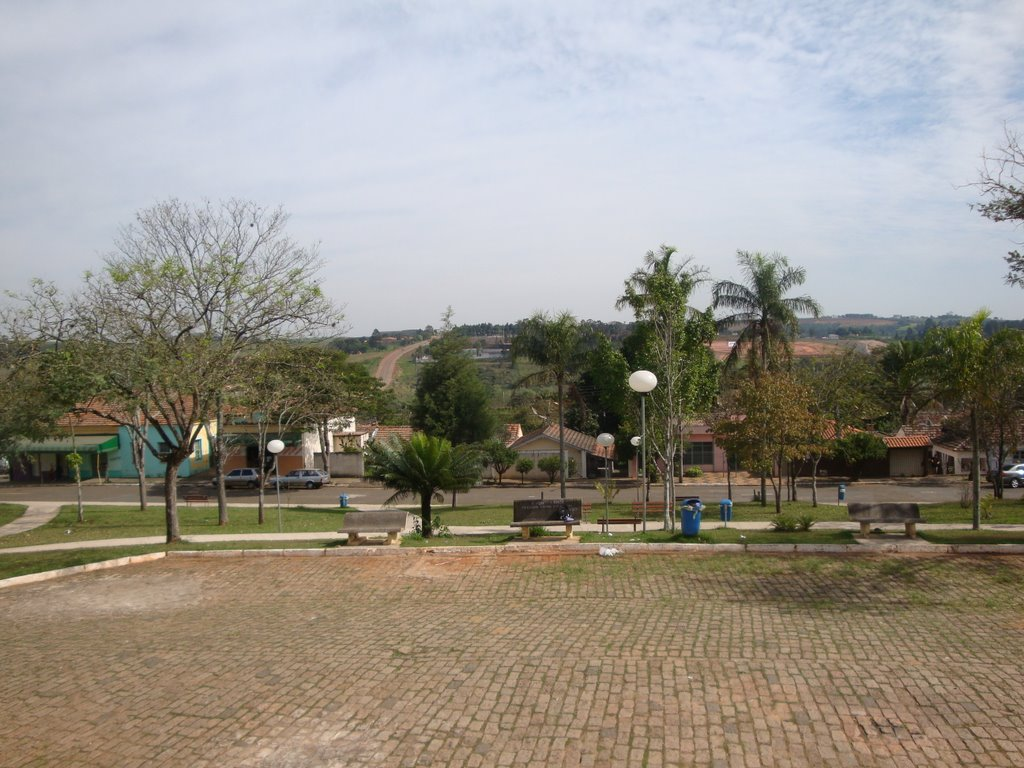
Aspecto local.

### Registro civil
Atualmente é feito na sede do município, pois o Cartório de Registro Civil das Pessoas Naturais do distrito foi extinto pela Resolução nº 1 de 29 de dezembro de 1971 do Tribunal de Justiça do Estado de São Paulo, e seu acervo foi recolhido ao cartório do 3º subdistrito da sede.
Pela Resolução nº 2 de 15 de dezembro de 1976 o cartório foi restabelecido, mas foi extinto novamente pelo Tribunal de Justiça do Estado de São Paulo e seu acervo recolhido definitivamente ao cartório do 3º subdistrito da sede do município de Piracicaba.

### Saneamento
O serviço de abastecimento de água é feito pelo Serviço Municipal de Água e Esgoto (SEMAE). 

### Energia
A responsável pelo abastecimento de energia elétrica é a CPFL Paulista, distribuidora do grupo CPFL Energia.

### Telecomunicações
O distrito era atendido pela Telecomunicações de São Paulo (TELESP), que inaugurou a central telefônica utilizada até os dias atuais. Em 1998 esta empresa foi vendida para a Telefônica, que em 2012 adotou a marca Vivo para suas operações.

## Atrações turísticas

### Parque Aquático
Em Tupi fica o Vale das Águas Thermas Park, com acesso direto pela SP-135. Está localizado a 16 Km de Piracicaba e a 150 Km de São Paulo. A estrutura conta com várias piscinas, balde maluco, half pipi, toboáguas, playground, pesqueiro, chalés e apartamento, área para churrasco, lanchonete, salão de jogos, sorveteria, restaurante, loja de conveniência, campo de futebol e salão para festas e eventos.

### Horto Florestal de Tupi
A Estação Experimental de Tupi, conhecida como Horto Florestal de Tupi, oferece 198 hectares de ar puro e muito verde, com matas, lagos e riachos se alternando nas trilhas, revelando belas paisagens. O ambiente, com mesas e bancos, é propício para um piquenique, possui lago aberto para pescas artesanais e ministração de aulas sobre meio ambiente.
O horto tem infraestrutura para caminhadas (trekking) e para passeios com a família. As matas reflorestadas têm principalmente espécies de pinheiros e eucaliptos e também boa diversidade de árvores nativas. As matas ciliares acompanham os ribeirões Tijuco Preto e Batistada e as represas artificiais que existem no local. Os lagos foram construídos na década de 70 e estão integradas ao ambiente, que deixam a paisagem local mais bela.

## Religião
O Cristianismo se faz presente no distrito da seguinte forma:

### Igreja Católica
- A igreja faz parte da Diocese de Piracicaba[26].

### Igrejas Evangélicas
- Congregação Cristã no Brasil[27].